# Geremi Njitap
Geremi Sorele Njitap Fotso (* 20. Dezember 1978 in Bafoussam, Kamerun) ist ein ehemaliger kamerunischer Fußballspieler. Er ist vor allem als Geremi bekannt.
Geremi begann seine Karriere bei Racing Bafoussam in seiner Heimat Kamerun. 1997 wechselte er zu Cerro Porteño, wo er nur kurz zum Einsatz kam, ehe er im selben Jahr noch in die Türkei zu Gençlerbirliği wechselte. Nach zwei Jahren ging er zum spanischen Rekordmeister Real Madrid. Dort blieb er drei Jahre und wurde zweifacher UEFA-Champions-League-Sieger und einmal spanischer Meister. 2002 wurde er an den FC Middlesbrough ausgeliehen. Dort wählten ihn die Fans zum Spieler der Saison. Während dieses Engagements in der Premier League wurde der FC Chelsea auf ihn aufmerksam und verpflichtete ihn für eine Ablöse in Höhe von sechs Millionen Pfund.
Im Sommer 2007 wechselte er zu Newcastle United. Zur Rückrunde der Saison 2009/10 wechselte Geremi ein zweites Mal in die Türkei zu MKE Ankaragücü. Nach nur einem halben Jahr beim Hauptstadtklub wechselte er zu AE Larisa. Von Anfang 2011 bis ins Jahr 2012 war Geremi vereinslos, dann gab er sein Karriereende bekannt.

## Nationalmannschaft
Geremi ist kamerunischer Nationalspieler. 2000 war er Teil der Mannschaft, die bei den Olympischen Spielen die Goldmedaille gewann. 2002 spielte er bei der Weltmeisterschaft mit und nahm 2004 und 2006 jeweils am Afrikacup teil. Er stand auch im Kader für die
Weltmeisterschaft 2010 und bestritt alle 3 Spiele für Kamerun bei diesem Turnier.

## Soziales Engagement
Geremi engagiert sich als Botschafter bei Show Racism the Red Card.